# Teardrops (原田真二の曲)
「Teardrops」（ティアドロップス）は、1984年11月21日にリリースされた原田真二&クライシスの曲で、原田真二通算17作目のシングル。

## 解説
- 前作「MODERN VISION」において、アルバムとコンサートを連動させたトータルコンセプトな製作を手がけた原田が次に着手したのが本作。
- 原田真二&クライシス名義最後のシングルとなった。
- 楽曲プロモーションにあたって、当時の日本では珍しいCGを使ったストーリー仕立てのミュージック・ビデオを製作。当初の案では、クライマックスシーンで宇宙人とブレイクダンスを踊るシナリオも考えていたが、製作直前で監督が交代するなどし、別物になったという。原田がスーパーマンのような格好をして、空を飛ぶシーンなどもあり、2012年のインタビューでは「今ではとても直視できない、できればずっと封印したかったMV」と述べている。

## 収録曲
両曲　作詞・作曲・編曲：原田真二
1. Teardrops（4分46秒）
2. Let Me Hold You Again Tonight（4分39秒）

## ミュージシャン
- Guitar&Keyboards：原田真二
- Drums：古田たかし
- Bass：有賀啓雄
- Keyboards&Sax：太田美知彦